# 북청사자놀음
북청사자놀음(北靑獅子놀음)은 함경남도 북청 지방에서 정월대보름에 행해지던 사자놀이, 곧 탈놀음으로 북청군 전지역에서 행해졌다. 동리마다 제각기 사자를 꾸며서 놀았고, 각 처에서 읍내로 사자 놀음패가 모여들어 자연히 경연(競演)이 붙었다. 그 중에도 북청읍(北靑邑)의 사자계(獅子契), 가회면(佳會面)의 학계(學契), 구양천면(舊楊川面)의 영락계(英樂契)의 사자춤이 유명하였으며, 특히 구 청해면 토성리 사자놀음은 관원놀음과 함께 행하여지므로 더욱 유명하였다. 1930년 이후로 작은 사자놀이 팀은 사라지게 되었다. 국가무형문화재 제15호로 지정되었다.
이 놀음은 삼국시대의 기악(伎樂)·무악(舞樂) 이래 민속놀이로 정착된 가면놀이로, 주로 대륙계·북방계인 사자춤(獅子舞)이 민속화 된 대표적인 예로 볼 수 있다.
음력 정월 14일 밤부터 15일 새벽까지 놀고 서당과 도청(都廳, 마을공회당)에 모여 술과 음식을 갖춰놓고 논 뒤 16일부터는 초청받은 집을 돌며 놀았다. 퉁소, 장고, 소고, 북, 꽹과리 등 악기의 반주에 따라 사자와 사령, 양반, 꺾쇠, 무동(舞童), 꼽새춤과 기타 잡배(雜輩)들이 일단이 되어 집집마다 돌아다니며 사자춤을 추고 부엌의 조왕과 집안의 조령(祖靈)에게 절을 한다. 이와같은 사자놀음의 주목적은 연초에 백수(百獸)의 왕으로 벽사할 만한 힘을 가졌다고 믿어지는 사자로써 잡귀를 쫓고 마을의 평안을 비는 데 있었으며 집집마다 거둔 전곡(錢穀)은 마을의 공공사업과 사자놀음 비용 등에 써 왔다.
1950년 한국전쟁 뒤 월남한 연희자들에 의하여 현재는 서울을 중심으로 전승되고 있다.

## 구성
문화재로 지정될 당시에는 애원성, 마당놀이, 사자춤 순서로 놀았으나 요즈음은 길놀이, 마당놀이, 애원성, 사자춤, 칼춤, 무동춤, 꼽새춤, 사자춤, 재담, 넋두리춤으로 노는 경우가 많으나 순서는 바꿀 수도 있다. 대개 애원성이 먼저이고 사자춤이 뒤이며 중간에 잡다한 춤들이 끼이는 것은 변함이 없다. 놀음의 내용은 다음과 같다. 먼저 퉁소와 북에 의한 반주와 애원성에 맞춰 애원성 춤을 추고 이어 꺾쇠가 양반을 끌고 나오고 악사가 뒤따른다. 양반이 사당과 무동·꼽새 등을 불러들여 논 다음 사자를 불러들인다. 사자춤에서는 상좌중이 함께 춤을 춘다. 사자가 여러 가지 춤추는 재주를 부리다가 쓰러진다. 양반은 대사를 불러 <반야심경(般若心經)>을 외우나 움직이지 않자 의원이 침을 놓아 일어난다. 꺾쇠가 사자에게 토끼를 먹이니 사자는 기운이 나서 굿거리장단에 맞춰 춤을 춘다. 양반이 기뻐서 사자 한 마리를 더 불러 춤을 추게 하고 사당춤과 상좌의 승무가 한데 어울리고 사자는 퇴장하자 마을사람들이 <신고산타령> 등을 부르면서 군무(群舞)를 추고 끝낸다.
북청사자놀음은 사자춤뿐만 아니라 여러 가지 놀이꾼이 나와 저마다 춤을 추는데 춤의 종류는 사자춤, 애원성춤, 사당춤, 거사춤, 승무춤, 꼽추춤, 무동춤, 넋두리춤, 칼춤 따위가 추어지며, 춤의 반주음악에 쓰이는 악기는 퉁소, 장구, 소고, 북, 징이다. 퉁소는 2개를 쓰나 많이 쓸 때에는 6개까지 쓴다. 해서(海西)나 경기지방의 탈놀이가 삼현육각(三絃六角)의 반주로 되어 있고, 영남지방 탈놀음이 매구풍장(농악)으로 되어 있는 데 비해 북청사자놀음만이 퉁소풍장으로 되어 있는 것은 매우 특이하다. 반주음악의 장단은 대개 춤곡에 따라 3분박 좀 느린 4박자나 좀 빠른 4박자로 서양악보로는 8분의 12박자로 적을 수 있는데 굿거리장단에 맞는다.
북청사자놀음에 쓰이는 가면은 사자·양반·꺽쇠·꼽추·사령 등이다. 여러 사자놀음 가운데 북청사자놀음의 사자춤에는 여러 가지 뛰어난 춤사위가 있어 다양할 뿐 아니라 여러 가지 놀이꾼이 딸리고 여러 종류의 춤을 곁들이는 점에서도 뛰어난 놀음으로 꼽힌다. 이두현(李杜鉉)이 연희자 윤영춘(尹迎春)·마희수(馬羲秀) 등의 구술을 토대로 채록한 대사 채록본이 있다.

## 진행
북청사자놀음은 구 정월 14일 밤 달이 뜬 뒤(보통 8∼9시)부터 시작하는데, 이보다 앞서 여러 마을에서 장정들의 편싸움으로 횃불싸움이 있었다고 한다. 14일 밤에 시작한 사자놀음은 15일 새벽까지 논 다음 서당·도청 광장(都廳廣場)에서 주식을 갖추어 놓고 논 뒤 해산한다. 16일 이후는 초청하는 유지가(有志家)를 돌며 논다.
퉁소·장고·소고·북·꽹과리의 반주 하에 사자와 사령·꺽쇠·양반·무동·승무·꼽새춤과 그 밖의 잡패들이 한 떼가 되어 집집마다 돌아다닌다. 먼저 이들 무용단이 목표하여 둔 집의 마당으로 들어가서 난무를 하면, 사자(몸 속에 사람이 2인 들어감)가 맹렬한 기세로 안마당을 거쳐 안방문을 열고 큰 입을 벌려 무엇을 잡아 먹는 시늉을 하고, 이어서 부엌에 들어가 전과 같이 한 다음, 다시 안마당 한복판에 나와 활발하고 기교적인 무용을 한 다음, 다른 무용단보다 먼저 물러나가는데, 주인의 청에 따라정지(부엌)의 조왕과 시렁 앞에 엎드려 조령(祖靈)에게 절을 한다. 이때 아이를 사자에게 태워주면 수명이 길다 하여 태워주기도 하고, 사자털(헝겊 조각)을 몰래 베어다 두면 장수한다는 속신(俗信)도 있다.
토성리의 사자놀음은 관원(官員)놀음과 병행하는데, 사자놀음이 먼저이고 뒤에 관원놀음과 합쳐졌다. 관원놀음은 정월 14일이 예습이고 정월 15일이 본의(本義)인데, 가장하는 인원 및 칭호는 남병사(南兵使)·본관(本官)·좌수(座首)·형리(刑吏)·공방(工房)·순검(巡檢)·헌병(憲兵) 등의 신구 관속이 세나발(細喇叭)·퉁소·장고·대고·소고 등의 구식 악기와 양악(洋樂)의 관현 악기가 연주하는 행진곡에 맞추어 '숙신고도사령(肅愼故都使令)'이란 큰 깃발 아래 보무당당히 행진하여 옛 제단터(祭壇趾)에서 식을 끝낸다.
북청사자놀음은 애원성, 마당돌이, 사자춤의 세 부분으로 이루어져 있으며, 여기에서는 사자춤이 위주가 되지만, 가면극으로서는 지나치게 하다고 할 수 있다.

## 춤사위
이 춤의 특징은 요꼿뜀사위로 사자의 형상처럼 뛰어나가 물어뜯고 잡아채는 동작춤이다. 이는 반드시 삼진삼퇴(三進三退)를 반복한다.
사자춤사위대는 다음과 같은 것이 있다. 요꼿뜀사위, 머리쳐들기, 모대기치기, 머리흔들기, 모걸음치기(옆놀이), 돌아치기, 뒷걸음치기(발질), 얼르기, 꼿꼿이서기.

## 북청사자놀음의 가면

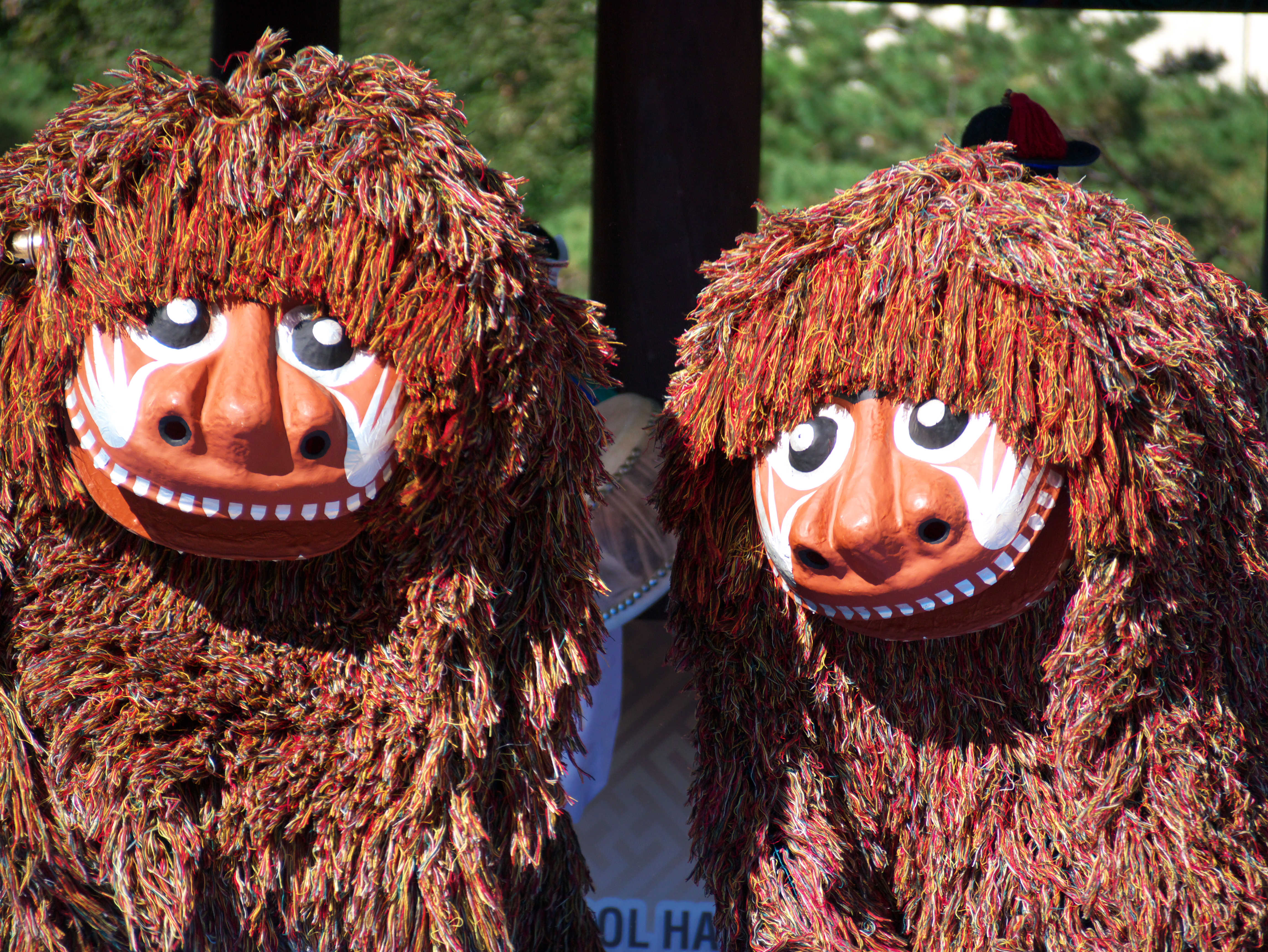
사자가면

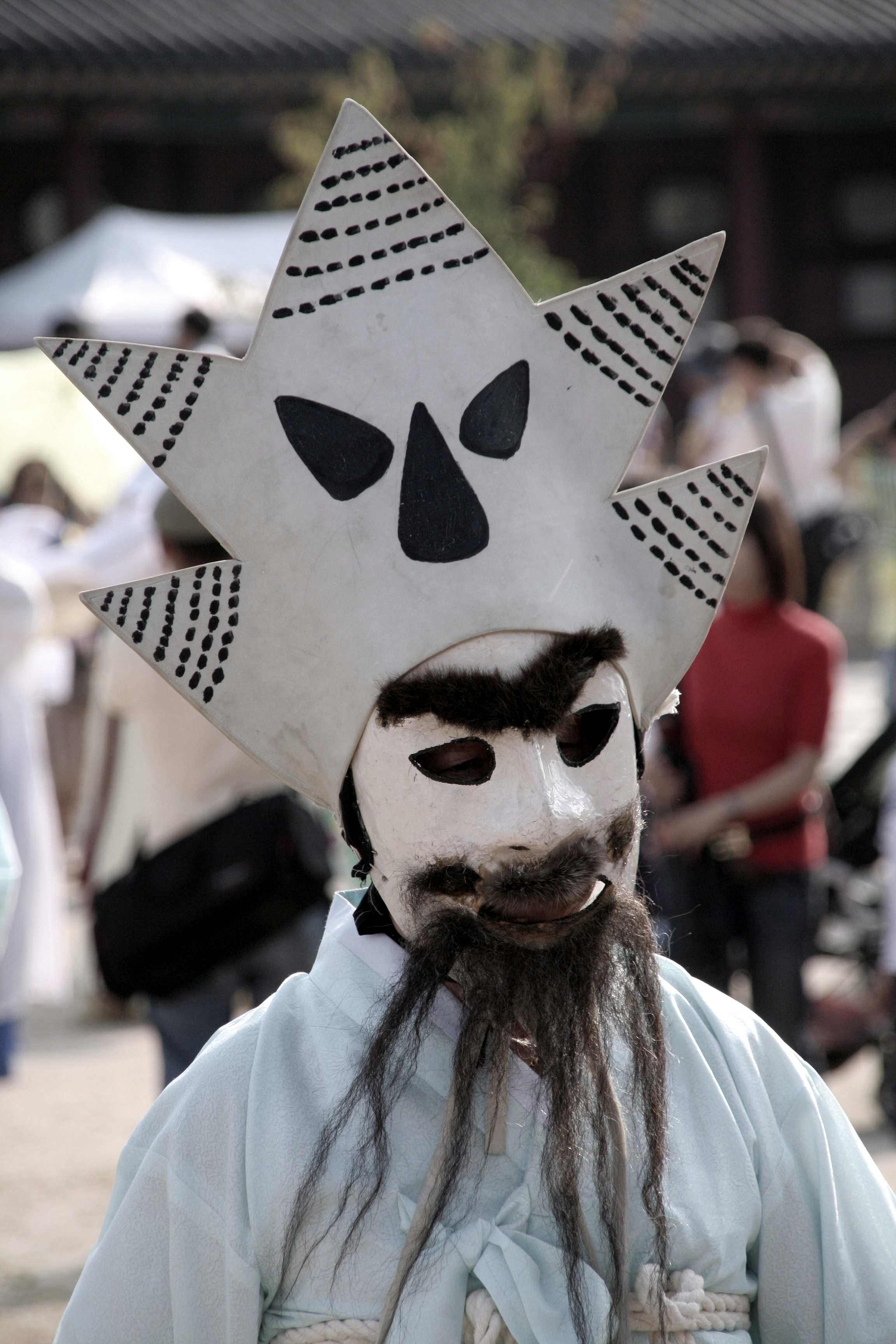
양반탈

- 사자가면

2개가 있으며 피나무(지방에 따라 수컷은 종이로 만듦)에 목수가 형태를 조각해 만든다. 얼굴 윤곽은 둥그스름하고 분홍색·검은색·황색 등으로 채색한다. 수염은 흰 색을 칠하거나 납종이를 붙이고 눈썹을 그렸고 머리털은 삼에 흑색·적색·황색·청색 등을 채색한다. 몸에는 그물을 씌우고 안에는 헝겊을 대었다. 몸은 붉은 바탕에 황색·흑색·백색·청색·홍색 등 5색 헝겊 조각을 매어 채색하고 꼬리는 쇠꼬리를 붙인다. 눈은 백색을 두르고 그 안에 금색을 칠하였으며 동자는 검은색 바탕에 흰 점을 칠했다. 코는 구멍만 뚫었다. 높이 58cm, 너비 56cm, 코 높이 8cm, 눈동자 너비 10.4cm, 눈동자 길이 9.8cm, 귀길이 10cm, 꼬리 길이 80cm, 몸 전체 길이 158cm이며, 홍색실과 황색실 등 5색실이 달린 바지와 무릎 마디를 대고 신을 신고 사자 머리와 사자 몸에 두 사람이 들어간다.
- 양반

바가지로 만들었는데 분홍색 바탕에 검은색 눈썹과 수염을 달았다. 입술은 붉은색을 칠했고 코는 종이를 뭉쳐 붙였다. 눈과 입이 뚫렸다. 높이 25cm, 너비 24cm이며, 놀이복색은 정자관을 쓰고 회색 도포를 입었으며 부채와 장죽을 든다.
- 꼭(꺽)쇠

바가지로 만들었는데 분홍색 바탕에 수염과 눈썹을 검게 그렸고 코는 흰종이를 뭉쳐 붙였다. 눈과 입은 뚫렸다. 높이 26cm, 너비 25cm, 코 길이 13cm, 코 높이 4cm이며, 방울과 술이 달린 종이로 만든 높은 모자를 쓰고 앞의 오른쪽과 등의 왼쪽이 붉은 빛깔인 큰 저고리를 입었고 어깨에 걸치는 붉은 헝겊을 둘렀다.
- 곱추

바가지로 만들었으며 분홍색 바탕에 눈썹은 검은 칠을 하고 붉은 입술이며 눈과 입은 뚫렸다. 높이 21cm, 너비 20cm, 코 높이는 3cm이며 보통 여자 복색에 고깔을 쓰고 연희한다.
- 사령

2개가 있으며 바가지로 만들었는데 분홍색 바탕에 입술은 붉은 칠을 하였고 눈과 입이 뚫렸다. 높이 21cm, 너비 20cm이며 놀이복색은 붉은 쾌자를 입고 술이 달리지 않은 모자를 쓰며 곤장을 든다.

## 북청사자놀이의 기능보유자
함경남도 북청군 전지역에서 놀이되던 북청사자놀이는 월남한 연희자들에 의하여 1967년 국가무형문화재 제15호로 지정되어 있는 바, 그 기능보유자는 다음과 같다.
- 윤영춘(尹迎春, 1907년생, 사자 앞머리)
- 동태선(董泰善, 1903년생, 북)
- 변영호(邊永鎬, 1907년생, 사자 제작, 악사)
- 이근화선(李根花善, 1924년생, 사당춤)
- 동성영(董誠榮, 1909년생, 사자 앞채)
- 여재성(呂在成, 1919년생, 사자 뒷채)
- 전중식(全仲植, 1914년생, 악사<퉁소>)
- 김수석(金壽石, 1907년생, 사자 앞채)
- 전광석(田光石, 1917년생, 칼춤)

## 참조 자료
- 이 문서에는 다음커뮤니케이션(현 카카오)에서 GFDL 또는 CC-SA 라이선스로 배포한 글로벌 세계대백과사전의 내용을 기초로 작성된 글이 포함되어 있습니다.
- 본 문서에는 서울특별시에서 지식공유 프로젝트를 통해 퍼블릭 도메인으로 공개한 저작물을 기초로 작성된 내용이 포함되어 있습니다.